# Kuchmistrz
Kuchmistrz (magister cuinae, magister coquinae, praefectus culinae) – był to najważniejszy urzędnik stołu królewskiego. Wbrew nazwie nie sporządzał on potraw, lecz był zarządcą kuchni królewskiej. Kierował kuchennym personelem, oraz dbał o sprzęt używany w kuchni. Podczas królewskich podróży rozdzielał żywność pomiędzy członków dworu, a w czasie trwania uczt asystował królowi przy stole, zapowiadając podawane potrawy. Z racji częstego przebywania w obecności króla urząd ten ceniono bardzo wysoko.